# Liste der Monuments historiques in Le Vernet (Allier)
Die Liste der Monuments historiques in Le Vernet (Allier) führt die Monuments historiques in der französischen Gemeinde Le Vernet auf.

## Liste der Objekte
| Bezeichnung                                            | Beschreibung          | Standort | Kennzeichnung | Schutzstatus | Datum | Bild |
| ------------------------------------------------------ | --------------------- | --- | ------------- | ------------ | ----- | ---- |
| Skulptur des heiligen Georg (Foto in der Base Palissy) | Holz, 17. Jahrhundert | in der Kirche St-Georges (lt. angegebener Literatur befindet sich die Skulptur in der Chapelle Notre-Dame-de-la-Salette) (Lage) | PM03000557    | Classé       | 1938  |      |
| Skulptur Jungfrau Maria                                | Holz (?), Stein (?)   | in der Kirche St-Georges (Lage)                                                                                                 | PM03001822    | Inscrit      | 2004  |      |